# Задача Ейнштейна
Задача Ейнштейна — відома логічна задача, авторство якої приписують геніальному німецькому фізику Альберту Ейнштейну. Вперше дана задача була видана в журналі «Life International» 17 грудня 1962 року. Через декілька місяців, 25 березня 1963 року був виданий журнал із розв'язком даної задачі та іменами кількасот людей, які правильно її розв'язали.

## Умова задачі
На одній вулиці розташовано 5 будинків різного кольору (синього, білого, жовтого, зеленого і червоного). В цих будинках живе 5 людей різних національностей (швед, данець, англієць, німець та норвежець), які п'ють 5 різних видів напоїв (пиво, кава, чай, вода, молоко), курять 5 різних марок цигарок (Dunhill, Marlboro, Rothmans, Pall Mall та Phillip Morris) та розводять 5 різних тваринок (коні, птахи, рибки, коти та собаки).
1. Норвежець живе в 1 будинку.
2. Англієць живе в червоному будинку.
3. Зелений будинок знаходиться зліва від білого.
4. Данець п'є чай.
5. Той, хто курить Rothmans, живе біля того, хто розводить котів.
6. Той, хто живе в жовтому будинку, курить Dunhill.
7. Німець курить Marlboro.
8. Той, хто живе в центральному будинку, п'є молоко.
9. Сусід того, хто курить Rothmans, п'є воду.
10. Той, хто курить Pall Mall, розводить пташок.
11. Швед розводить собак.
12. Норвежець живе біля синього будинку.
13. Той, хто розводить коней, живе в синьому будинку.
14. Той, хто курить Phillip Morris, п'є пиво.
15. В зеленому будинку п'ють каву.

Запитання: хто розводить рибок?

## Розв'язок задачі
Задачу найкраще розв'язувати у вигляді такої таблиці:
| № будинку      | 1 | 2 | 3 | 4 | 5 |
| колір          | ? | ? | ? | ? | ? |
| національність | ? | ? | ? | ? | ? |
| напій          | ? | ? | ? | ? | ? |
| цигарки        | ? | ? | ? | ? | ? |
| тварини        | ? | ? | ? | ? | ? |

Крок № 1
Спочатку запишемо в таблицю ті дані, про які точно вказано в задачі: це рядки (1) та (8). З рядка (12) стає відомо, що 2 будинок синього кольору, а з рядка (13) — що там розводять коней.
| № будинку      | 1         | 2     | 3      | 4 | 5 |
| колір          | ?         | синій | ?      | ? | ? |
| національність | норвежець | ?     | ?      | ? | ? |
| напій          | ?         | ?     | молоко | ? | ? |
| цигарки        | ?         | ?     | ?      | ? | ? |
| тварини        | ?         | коні  | ?      | ? | ? |

Крок № 2
Розглянемо рядок (3). З нього випливає, що зелений будинок може бути або третім або четвертим (білий, відповідно, четвертим або п'ятим). Але враховуючи рядок (15), дізнаємося, що 4 будинок — зелений, 5 — білий. Перший будинок не може бути червоним, оскільки там живе норвежець, а згідно з рядком (2) в червоному будинку живе англієць. Отже, будинок № 1 — жовтий, будинок № 3 — червоний, і там живе англієць. З (15) рядка дізнаємося, що в 4 будинку п'ють каву. З рядка (6) — що норвежець курить цигарки марки «Dunhill».
| № будинку      | 1         | 2     | 3        | 4       | 5     |
| колір          | жовтий    | синій | червоний | зелений | білий |
| національність | норвежець | ?     | англієць | ?       | ?     |
| напій          | ?         | ?     | молоко   | кава    | ?     |
| цигарки        | Dunhill   | ?     | ?        | ?       | ?     |
| тварини        | ?         | коні  | ?        | ?       | ?     |

Крок № 3
Подивимося, який напій п'є норвежець. Це не може бути чай (4) і пиво (14), тому він п'є воду. З рядка (9) дізнаємося, що власник 2 будинку курить Rothmans. Тепер дізнаємося, хто живе в 2 будинку. Це не може бути швед (11) і німець (7), тому там живе данець. З рядка (4) дізнаємося, що він п'є чай. Отже, житель 5 будинку п'є пиво. Рядок (14) показує, що він курить Phillip Morris. Отже, в даному будинку живе не німець (7), а швед. А німець живе в 4 будинку.
| № будинку      | 1         | 2        | 3        | 4       | 5              |
| колір          | жовтий    | синій    | червоний | зелений | білий          |
| національність | норвежець | данець   | англієць | німець  | швед           |
| напій          | вода      | чай      | молоко   | кава    | пиво           |
| цигарки        | Dunhill   | Rothmans | ?        | ?       | Phillip Morris |
| тварини        | ?         | коні     | ?        | ?       | ?              |

Крок № 4
Рядок (7) вказує, що німець з 4 будинку курить Marlboro, отже, англієць курить Pall Mall. Рядок (10) вказує, що англієць розводить пташок, а (5) — що норвежець розводить котів. З (11) рядка бачимо, що собак розводить швед з 5 будинку, а рибок — німець з четвертого.
| № будинку      | 1         | 2        | 3         | 4        | 5              |
| колір          | жовтий    | синій    | червоний  | зелений  | білий          |
| національність | норвежець | данець   | англієць  | німець   | швед           |
| напій          | вода      | чай      | молоко    | кава     | пиво           |
| цигарки        | Dunhill   | Rothmans | Pall Mall | Marlboro | Phillip Morris |
| тварини        | коти      | коні     | пташки    | рибки    | собаки         |

У попередньому варіанті розглядався випадок, коли зелений будинок знаходиться ліворуч і поруч з білим. Але, за умовою, зелений не обов'язково має бути поруч з білим. Тому можуть мати місце і інші рішення, наприклад — данець. Дійсно:
| № будинку      | 1         | 2        | 3        | 4              | 5       |
| колір          | зелений   | синій    | білий    | червоний       | жовтий  |
| національність | норвежець | німець   | швед     | англієць       | данець  |
| напій          | кава      | вода     | молоко   | пиво           | чай     |
| цигарки        | Pall Mall | Marlboro | Rothmans | Phillip Morris | Dunhill |
| тварини        | пташки    | коні     | собаки   | коти           | рибки   |

## Цікаві факти
1. Існує думка, що Ейнштейн за допомогою даної задачі вибирав собі асистента — в кого є логічне мислення.
2. Також існує думка, що Ейнштейн вважав, що дану задачу без підручних засобів здатні розв'язати лише 2% людей.
3. Існує безліч версій даної задачі. Дуже популярною є інтерпретація задачі, де невідомою твариною є зебра[1].